# スマスマ E-KIDS
スマスマ E-KIDS（すますまいーきっず）はRKB毎日放送（RKBラジオ）で放送されている教育番組である。

## 番組概要
毎週、リポーターが福岡県内の小学校や中学校またはサークルを訪れ、インタビューをする番組。

この番組は、ポッドキャスティングで配信中。または、インターネットでも聴取可。

## 放送時間
- 日曜日 18:30～18:45（JST）→19:30 - 19:45

ただし、日曜日にRKBエキサイトホークス（ナイター中継）が放送される場合は時間が変更される。

## パーソナリティ
- 林田スマ
- 加藤淳也（中継リポーター）

## スポンサー
- 英進館
- ラッキーグループ

### 過去のスポンサー
- 九州電力

なお、九州電力がスポンサーだった時期、「E-KIDS」の「E」は、「エネルギー」と「いい子」の「E」とされてきたが、英進館に変更後は「EDUCATION」の「E」となっている。